# LiteStep
LiteStep — альтернативная оболочка для платформы Win32, изначально написанная французским программистом Франсисом Гастеллу (Francis Gastellu, псевдоним LoneRunner или Aegis) как клон Unix-оболочки AfterStep. С тех пор многое изменилось, и LiteStep превратился в самостоятельную, гибко настраиваемую платформу для создания интерфейсов рабочего стола.
Сегодня LiteStep — это не просто копия AfterStep, а конструктор, позволяющий воссоздать на платформе Win32 внешний вид KDE, GNOME, Enlightenment, Mac OS X, BeOS или абсолютно любой другой оболочки, а также создать собственный неповторимый интерфейс.
Проект LiteStep, впервые увидевший свет в 1997 году, активно развивается благодаря добровольцам — команде разработчиков ядра (LiteStep Development Team) и многочисленным разработчикам модулей — плагинов, расширяющих функциональность рабочего стола и самого LiteStep.
Благодаря тому, что исходный код LiteStep открыт под лицензией GNU GPL 2, он послужил отправной точкой для написания десятка новых оболочек, таких как «Graphite», «PureLS» , «DarkStep»  и др.
Поддержка Windows 8 реализована в виде специального набора плагинов, несовместимых с предыдущими версиями Windows.